# Ивајло Младенов
Ивајло Петков Младенов (буг. Ивайло Петков Младенов; Враца, 6. октобар 1973) бивши је бугарски атлетски репрезентативац, који се специјализовао за скок удаљ. Био је члан АК ЦСКА из Софије.
Његов најбољи скок 8,33 м постигнут у Севиљи 3. јуна 1995. је и данас (2018) актуелни рекорд Бугарске.
Био је европски првак у Хелсинкију 1994.

## Значајнији резултати
| Датум | Такмичење                      | Место     | Пласман | Резултат | Белешка |
| ----- | ------------------------------ | --------- | ------- | -------- | ------- |
| 1991. | Европско првенство У-20        | Солун     | 5.      | 7,57 м   | [ 1 ]   |
| 1992. | Светско првенство У-20         | Сеул      |         | 7,68 м   | [ 2 ]   |
| 1993. | Светско првенство у дворани    | Торонто   | 6.      | 7,86 м   | [ 3 ]   |
| 1993. | Светско првенство на отвореном | Штутгарт  | 5.      | 8,00 м   | [ 4 ]   |
| 1993. | ИААФ Гран при финале           | Лондон    |         | 8,20 м   | [ 5 ]   |
| 1994. | Европско првенство у дворани   | Париз     | 4.      | 8,07     | [ 6 ]   |
| 1994. | Европско првенство             | Хелсинки  |         | 8,09     | [ 7 ]   |
| 1995. | Светско првенство у дворани    | Барселона | 22.     | 7,62 м   | [ 8 ]   |
| 1995. | Светско првенство на отвореном | Гетеборг  | 8.      | 7,93 м   | [ 9 ]   |
| 1995. | ИААФ Гран при финале           | Монако    | 8.      | 7,47 м   | [ 10 ]  |
| 1996. | Европско првенство             | Стокхолм  | 12.     | 7,83 пф  |         |
| 1996. | Олимпијске игре                | Атланта   | НЗ      | НЗ       |         |
| 1999. | Светско првенство на отвореном | Севиља    | 19.     | 7,83 м   | [ 11 ]  |

## Лични рекорди
| Дисциплина   | Резултат  | Место  | Датум             |
| ------------ | --------- | ------ | ----------------- |
| Скок удаљ от | 8,33 м НР | Севиља | 3. јун 1995.      |
| Скок удаљ дв | 8,30 м    | Пиреј  | 28. фебруар 1994. |